# SN 2006V
SN 2006V – supernowa typu II odkryta 4 lutego 2006 roku w galaktyce UGC 6510. W momencie odkrycia miała maksymalną jasność 18,00m.